# 잭 톰프슨 (활동가)
존 브루스 "잭" 톰프슨(John Bruce "Jack" Thompson, 1952년 7월 25일 생)은 미국의 활동가이다.

## 픽셀란테
톰프슨은 픽셀란테(pixelante)란 용어를 GamePolitics.com에 글을 올리는 사람들을 지칭하는 데 처음 쓰기 시작했다. 2005년 10월 20일, 톰프슨은 자신을 반대했던 페니 아케이드와 게이머들을 상대로 쓴 글을 통해 픽셀란테가 무엇인지 직접 밝혔다. 그는 픽셀란테를 "마우스를 든 반사회적 이상 성격자"로 정의하고, 픽셀란테들이 자신을 협박하고자 "수정헌법 제1항과 표현의 자유라는 이름"을 이용하고 있다고 주장했다. 톰프슨은 또 픽셀란테들을 "가치와 신념을 가진 사람들에게 살해 위협을 하는 여드름난 얼굴의 괴짜"로 지칭했다.
게이머들은 그 용어를 톰프슨의 주장을 조롱하는 용어로 사용했고, 포럼의 배너에 직접 픽셀란테라는 용어를 사용하기도 했다. StraightLoop.com은 픽셀란테 티셔츠를 디자인했고, 판매로 생긴 수익 전부를 페니 아케이드가 만든 자선 단체 차일즈 플레이에 기부했다. 이후, 그와는 별도로 GamePolitics.com에서도 픽셀란테 티셔츠 디자인 콘테스트가 열렸고, 그로부터 생긴 모든 수익을 자선 단체인 겟 웰 게이머즈에 기부했다. 겟 웰 게이머즈는 게임기와 게임을 아동 병원에 보내고자 설립된 재단이다.
2005년 11월 10일, 스스로 잭 톰프슨이라 밝힌 사람은 GamePolitics.com 게시판에 덧글을 남겨 픽셀란테에 대한 설명을 덧붙였다. 그는 "픽셀란테가 픽셀 자경단의 단축어"라고 설명하고, "그 범주에 들어가는 사람들은 KKK나 나치 스킨헤드와 같은 범주에 들어가는 것"이라 말했다.
그러나 이후에도 픽셀란테라는 말은 게이머들 사이에서 잭 톰프슨에 대항함을 의미하는 말로 이용되고 있다.

## 참조
1. ↑  Saunderson, Matt (2005-10-20). “Attorney Gets More Death Threats”. Advanced Media Network. 2005년 10월 28일에 확인함.
2. ↑  “StraightLoop.com Pixelante T-Shirts”. 2007년 9월 1일에 원본 문서에서 보존된 문서. 2007년 9월 28일에 확인함.
3. ↑  “Pixelante T-shirt Contest Finalists Now Available - Proceeds to Charity”. Game Politics. 2006년 3월 28일. 2007년 9월 28일에 확인함.
4. ↑  “Jack Thompson Here”. 2005년 11월 10일. 2007년 9월 28일에 확인함.